# Avangardni metal
Avangardni metal, također poznat kao eksperimentalni metal je podžanr heavy metal glazbe kojim se definira ekperimentiranje, korištenje inovativnih i avangardnih elemenata te upotrebu neuobičajenih i nekonvencionalnih zvukova, instumenata, struktura pjesma, stilova sviranja i pjevačkih tehnika. Razvio se iz progresivnog rocka, jazz fuzije i ekstremnog metala, posebice death i black metala. Lokalne scene uključuju Los Angeles i Zaljevsko područje San Francisca u SAD-u, Oslo u Norveškoj te Tokio u Japanu.
Pionirom avangardnog metala smatra se švicarski sastav Celtic Frost, a ostalim predvodnicima žanra smatraju se sastavi Boris, Earth, Helmet, Maudlin of the Well, Neurosis, Sunn O))) i Voivod.